# Duncan Springs
Duncan Springs – obszar niemunicypalny w Mendocino County, w Kalifornii (Stany Zjednoczone), na wysokości 238 m. Znajduje się 2,4 km na południowy zachód od Hopland.